# آلفا رومئو جی۱
آلفارومئو جی۱ (Alfa Romeo G1) خودرویی است که در سال‌های ۱۹۲۱ تا ۱۹۲۳تولید شده‌است.
این خودرو در کلاس خودرو لوکس قرار گرفته و طراحی آن خودروهای موتور جلو-محور عقب بوده است.
موتور آن ۶۳۳۰ سی‌سی سیستم جعبه‌دندهٔ آن ۴ دنده به صورت دستی است.